# Bugatti

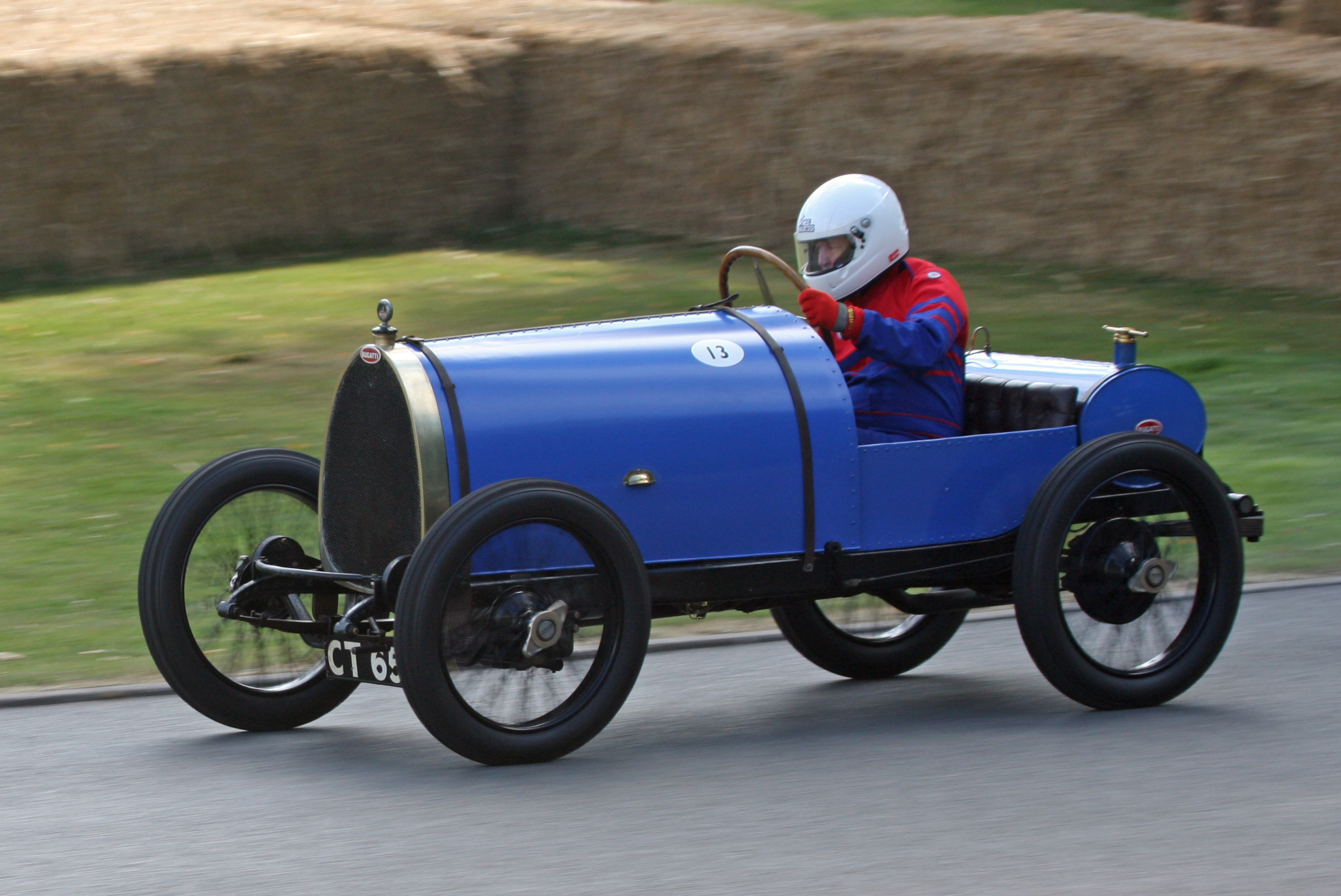
Bugatti Type 13

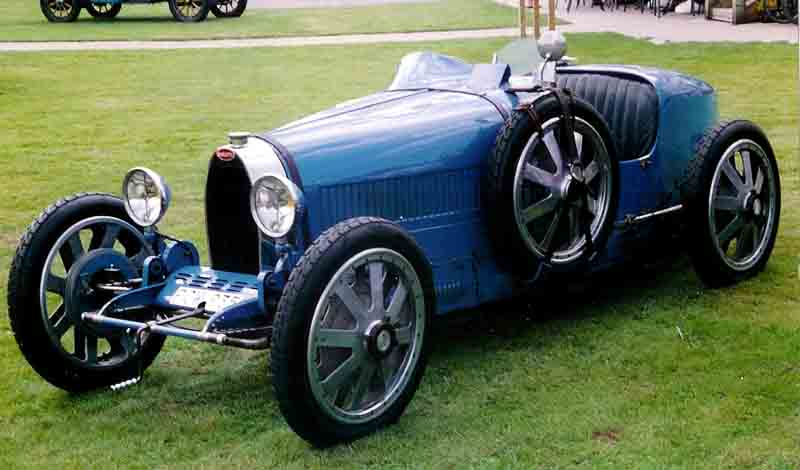
Bugatti Type 35

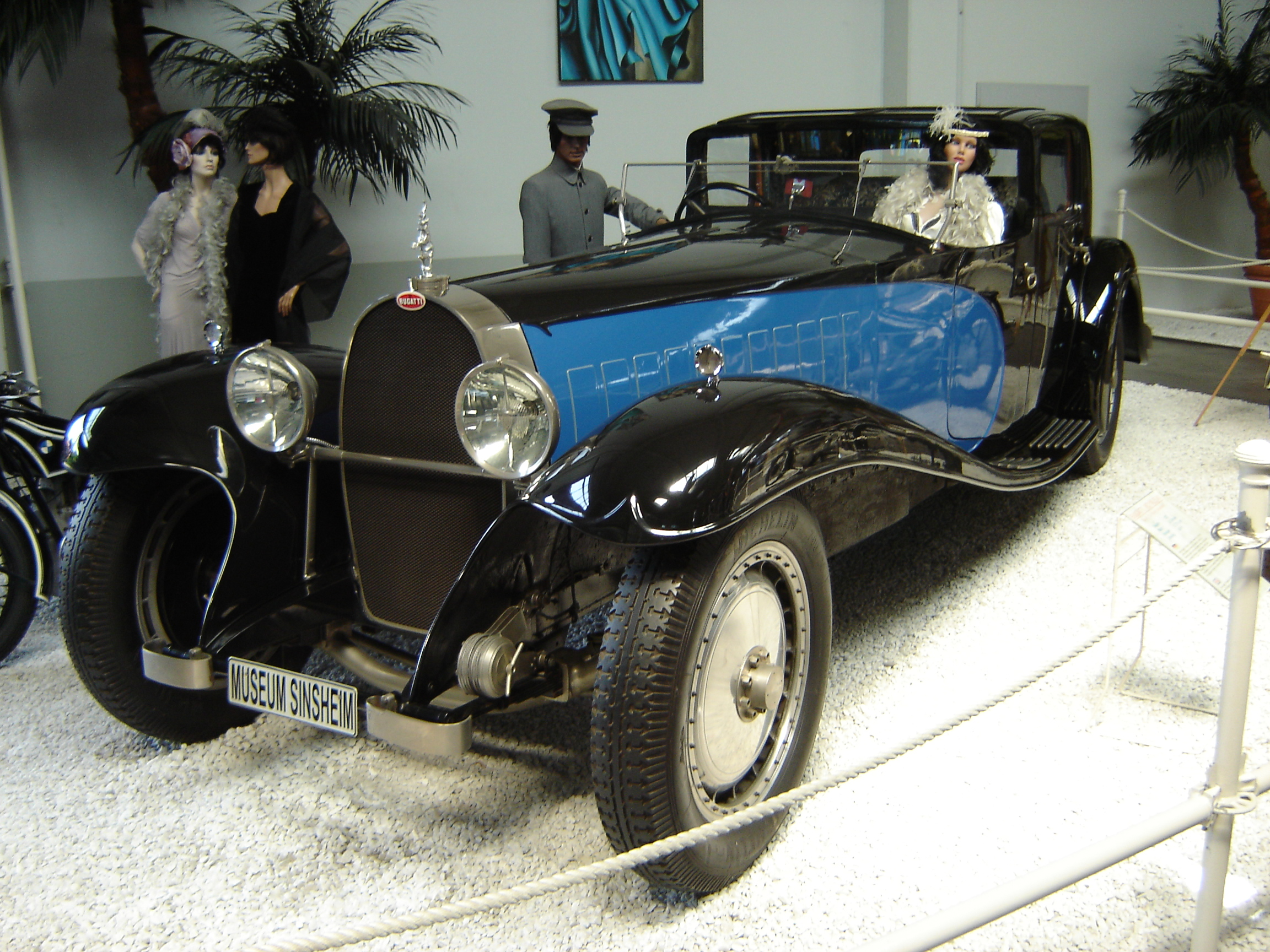
Bugatti Type 41 (Royale)

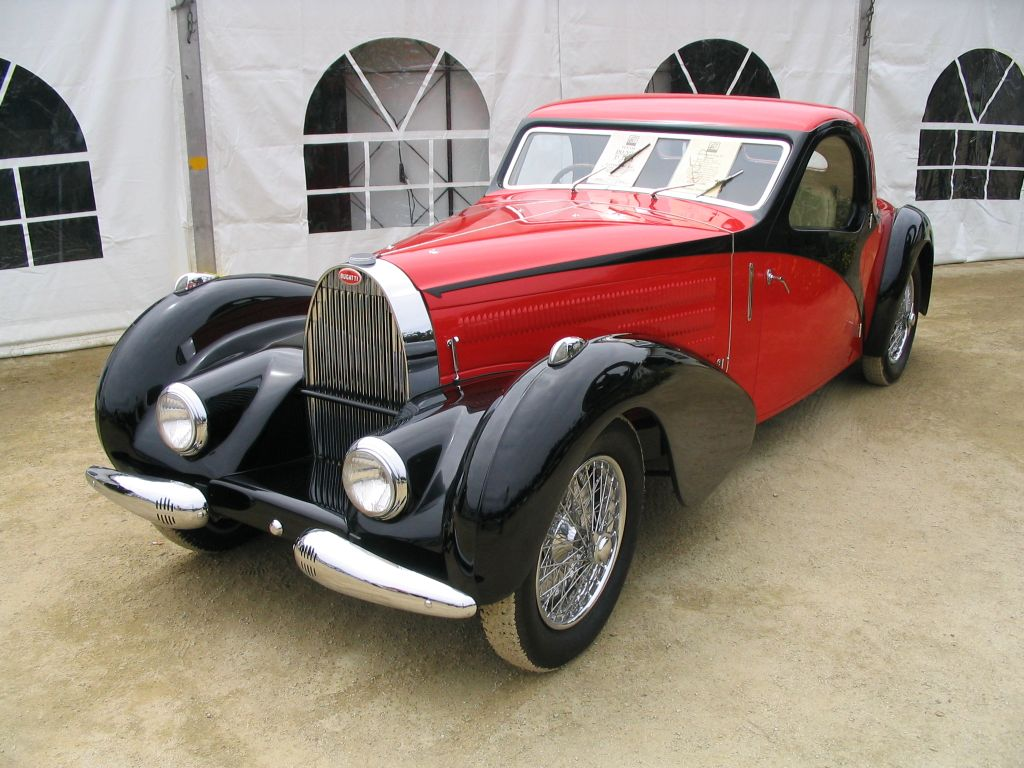
Bugatti Type 57 (Atlantic)

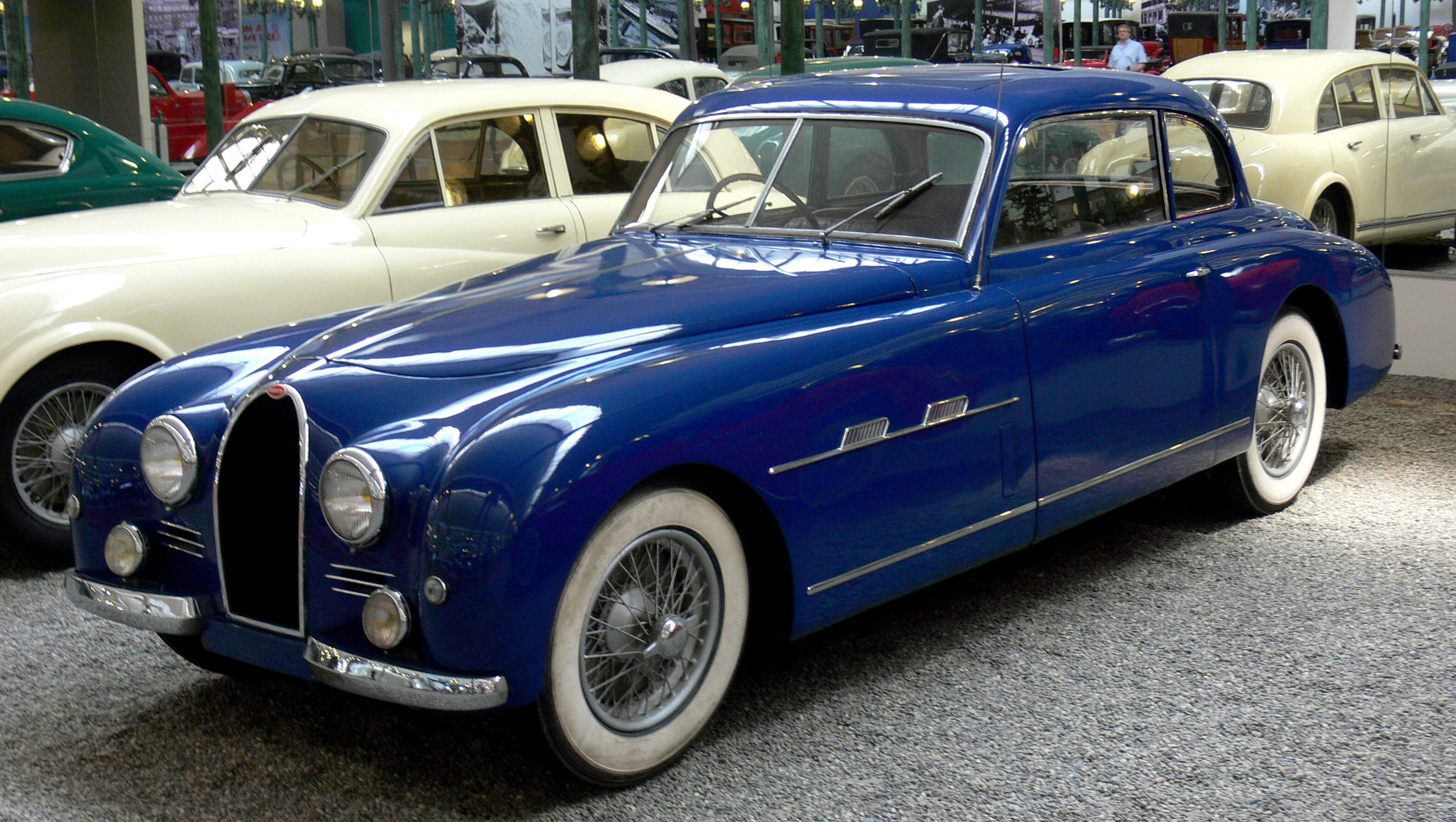
Bugatti Type 101

Automobiles Ettore Bugatti byla francouzská firma, která vyráběla luxusní automobily. Byla založena v alsaském Molsheimu v roce 1909. Toto město tehdy patřilo do Německého císařství a jeho říšské země Alsasko-Lotrinsko. Jejím zakladatelem byl italský automobilový konstruktér Ettore Bugatti. Původní výrobna vznikla v někdejší barvírně v Molsheimu. V roce 1952 společnost přestala vyrábět automobily, v roce 1963 pak zanikla. V letech 1987 až 1995 značku používala italská společnost Bugatti Automobili S.p.A., která vyráběla automobil Bugatti EB110. V roce 1998 společnost zakoupil německý koncern Volkswagen Group, který založil společnost Bugatti Automobiles. V roce 2021 byla značka Bugatti včleněna do společnosti Bugatti Rimac.

## Historie
Nejdříve sehnal Ettore kapitál na výrobu pěti letadel a deseti automobilů. Jako první vznikl Bugatti Type 13, který vynikl ve velké ceně Francie 1911, kde porazil mnohem silnější vozy. Nakonec se prodalo přes dva tisíce kusů Type 13. Nejúspěšnějším ze závodních modelů byl Bugatti Type 35. Známé byly také Bugatti Type 41 (Royale), Type 57 (Atlantic) a Type 55. Po Ettore Bugattiho smrti v roce 1947 byznys upadal a výroba automobilů skončila v roce 1952. Značka pak zanikla v roce 1963. 
V roce 1987 značku zakoupil italský podnikatel Romano Artioli a založil společnost Bugatti Automobili S.p.A. se sídlem v italském Campogallianu, kde měla společnost továrnu. V roce 1990 uvedla na trhu model Bugatti EB110, který vyráběla do roku 1995. V roce 1998 ochrannou známku  zakoupila společnost Volkswagen a založila současnou společnost Bugatti Automobiles, která také obnovila výrobu luxusních automobilů.

## Slavní závodníci
- Louis Chiron (1899–1979), 9 vítězství v závodech typu Grand Prix, z toho 3× na Masarykově okruhu v Brně (1931–1934)
- Achille Varzi (1904-1948), 7 vítězství v závodech typu Grand Prix
- Albert Divo (1895–1966), 2 vítězství v závodech typu Grand Prix
- William Grover-Williams (1903–1945), 4 vítězství v závodech typu Grand Prix
- Heinrich-Joachim von Morgen (1902–1932), 1 vítězství v závodech typu Grand Prix
- Jean-Pierre Wimille (1908–1949), 3 vítězství v závodech typu Grand Prix

### Češi
- Miloš Otto Bondy (*1895–1942) – na Masarykově okruhu v roce 1930 obsadil s Bugatti 35B v hlavním závodě 5. místo[2]
- Čeněk Junek (1894–1928) – ve voze Bugatti 35B se 15. července 1928 při závodech na Nürburgringu zabil[3]
- Eliška Junková (1900–1994) – ve vozech Bugatti závodila opakovaně, dojela pátá na Bugatti 35B v závodech v Targa Florio (1928)[4]
- Jiří Kristián Lobkowicz (1907–1932), zvaný Hýta – ve voze Bugatti 51 skončil na 4. místě v závodě na Masarykově okruhu v roce 1931[5] a při závodech AVUS v Berlíně se 22. května 1932 na Bugatti Type 54 zabil[6]
- Bruno Sojka (1909–1951) – na brněnském Masarykově okruhu obsadil ve třídě Voiturette (do 1,5 l) na vozech Bugatti 37A 2. místo (1933) a 4× 3. místo (1931–2, 1934–5)[7]

## Modely

### Závodní vozy
- 1910–1914 Type 13/Type 15/17/22
- 1912 Type 16 «Bébé»
- 1922–1926 Type 29/30 «Cigare»
- 1923 Type 32 «Tank»
- 1924–1930 Type 35/35A/35B/35T/35C/39 «Grand Prix»
- 1926–1930 Type 37/37A
- 1927–1930 Type 52 (elektrické auto pro děti)
- 1936–1939 Type 57G «Tank»
- 1937–1939 Type 50B
- 1931–1936 Type 53
- 1931–1936 Type 51/51A
- 1931–1934 Type 54 GP/59
- 1955–1956 Type 251 (prototyp)

### Osobní automobily
- 1910 Type 13
- 1912–1914 Type 18
- 1913–1914 Type 23/Brescia Tourer (roadster)
- 1922–1934 Type 30/38/40/43/44/49 (cestovní automobil)
- 1927–1933 Type 41 „Royale“
- 1929–1939 Type 46/50/50T (cestovní automobil)
- 1932–1935 Type 55 (roadster)
- 1934–1940 Type 57/57S/57SC „Atlantic“ (cestovní automobil)
- 1951–1952 Type 101
- 1957–1962 Type 252 (prototyp)